# Wirus Hendra

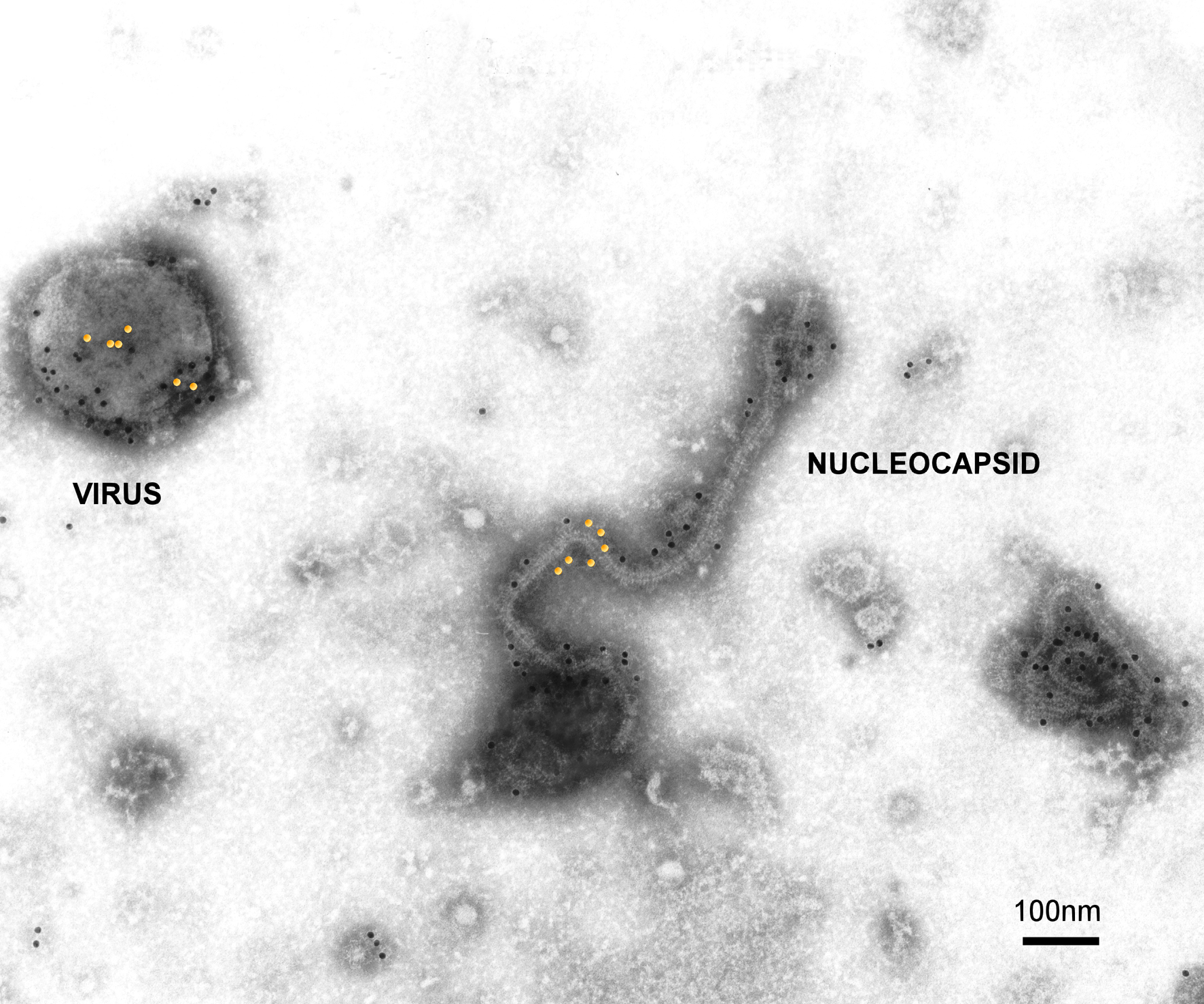
Nienaruszony wirus Hendra i swobodnie leżący nukleokapsyd, które wyizolowano z płuc zakażonego konia

Wirus Hendra (HeV) – wirus należący do rodziny paramykswirusów. Jest jednym z dwóch gatunków wirusów z rodzaju Henipavirus (drugim jest wirus Nipah). HeV został po raz pierwszy wyizolowany w 1994 roku z próbek uzyskanych w czasie epidemii wirusa. Wirus atakował układ nerwowy i układ oddechowy u koni i u ludzi zamieszkujących przedmieścia Brisbane - Hendra, w Australii. Zachorowało wtedy 21 koni i dwoje ludzi.
W lipcu 2008 roku odnotowano 11 zachorowań koni na wschodnim wybrzeżu Australii. Zwierzęcia zostały zidentyfikowane jako żywiciele pośredni. Człowiek mógł się zarazić od konia przy bliskim kontakcie np. podczas opieki nad chorym zwierzęciem lub sekcją zwłok chorego lub martwego zwierzęcia.

## Objawy
W przypadku zakażenia wirusem HeV mogą wystąpić u ludzi objawy grypopodobne, a także do śmiertelnej choroby układu oddechowego lub układu nerwowego. Konie są jedynymi zwierzętami, u których stwierdzono naturalne zakażenie, które doprowadziło do śmierci.

## Leczenie
Podstawowym sposobem leczenia ludzkich zakażeń jest intensywne leczenie podtrzymujące.